# Saint-Léger-de-la-Martinière
Saint-Léger-de-la-Martinière és un municipi francès situat al departament de Deux-Sèvres i a la regió de la Nova Aquitània. L'any 2007 tenia 991 habitants.

## Demografia

### Població
El 2007 la població de fet de Saint-Léger-de-la-Martinière era de 991 persones. Hi havia 432 famílies de les quals 132 eren unipersonals (36 homes vivint sols i 96 dones vivint soles), 168 parelles sense fills, 124 parelles amb fills i 8 famílies monoparentals amb fills.
La població ha evolucionat segons el següent gràfic:
Habitants censats

### Habitatges
El 2007 hi havia 532 habitatges, 445 eren l'habitatge principal de la família, 21 eren segones residències i 66 estaven desocupats. 434 eren cases i 89 eren apartaments. Dels 445 habitatges principals, 327 estaven ocupats pels seus propietaris, 95 estaven llogats i ocupats pels llogaters i 23 estaven cedits a títol gratuït; 26 tenien una cambra, 26 en tenien dues, 40 en tenien tres, 119 en tenien quatre i 234 en tenien cinc o més. 334 habitatges disposaven pel capbaix d'una plaça de pàrquing. A 178 habitatges hi havia un automòbil i a 213 n'hi havia dos o més.

### Piràmide de població
La piràmide de població per edats i sexe el 2009 era:
| Homes | Edats   | Dones |
| ----- | ------- | ----- |
| 4     | 95 o +  | 0     |
| 0     | 90 a 94 | 0     |
| 4     | 85 a 89 | 12    |
| 4     | 80 a 84 | 4     |
| 24    | 75 a 79 | 32    |
| 52    | 70 a 74 | 36    |
| 20    | 65 a 69 | 24    |
| 16    | 60 a 64 | 16    |
| 28    | 55 a 59 | 28    |
| 44    | 50 a 54 | 32    |
| 44    | 45 a 49 | 44    |
| 36    | 40 a 44 | 36    |
| 32    | 35 a 39 | 24    |
| 44    | 30 a 34 | 44    |
| 16    | 25 a 29 | 20    |
| 28    | 20 a 24 | 20    |
| 36    | 15 a 19 | 40    |
| 48    | 10 a 14 | 32    |
| 52    | 5 a 9   | 16    |
| 8     | 0 a 4   | 20    |

## Economia
El 2007 la població en edat de treballar era de 629 persones, 448 eren actives i 181 eren inactives. De les 448 persones actives 417 estaven ocupades (227 homes i 190 dones) i 31 estaven aturades (16 homes i 15 dones). De les 181 persones inactives 79 estaven jubilades, 60 estaven estudiant i 42 estaven classificades com a «altres inactius».

### Ingressos
El 2009 a Saint-Léger-de-la-Martinière hi havia 457 unitats fiscals que integraven 1.030,5 persones, la mediana anual d'ingressos fiscals per persona era de 17.107 €.

### Activitats econòmiques
Dels 61 establiments que hi havia el 2007, 1 era d'una empresa extractiva, 5 d'empreses de fabricació d'altres productes industrials, 11 d'empreses de construcció, 21 d'empreses de comerç i reparació d'automòbils, 3 d'empreses de transport, 4 d'empreses d'hostatgeria i restauració, 1 d'una empresa financera, 3 d'empreses immobiliàries, 3 d'empreses de serveis, 3 d'entitats de l'administració pública i 6 d'empreses classificades com a «altres activitats de serveis».
Dels 16 establiments de servei als particulars que hi havia el 2009, 1 era una funerària, 4 tallers de reparació d'automòbils i de material agrícola, 3 paletes, 1 lampisteria, 1 electricista, 2 empreses de construcció, 1 perruqueria, 2 restaurants i 1 agència immobiliària.
Dels 8 establiments comercials que hi havia el 2009, 2 eren supermercats, 2 grans superfícies de material de bricolatge, 1 una botiga de més de 120 m², 1 una botiga de roba i 2 floristeries.
L'any 2000 a Saint-Léger-de-la-Martinière hi havia 41 explotacions agrícoles que ocupaven un total de 2.040 hectàrees.

## Equipaments sanitaris i escolars
L'únic equipament sanitari que hi havia el 2009 era una ambulància.
El 2009 hi havia una escola elemental. Saint-Léger-de-la-Martinière disposava d'un col·legi d'educació secundària amb 26 alumnes.

## Poblacions més properes
El següent diagrama mostra les poblacions més properes.